# كارول شريدر
كارول شريدر (بالإنجليزية: Carol Schrader)‏ هي صحفية أمريكية، ولدت في 1951.